# The Owners
The Owners és una pel·lícula de thriller de terror del 2020 adaptada de la novel·la gràfica Une nuit de pleine lune de Hermann Huppen i Yves H . Dirigida i coescrita per Julius Berg al seu llargmetratge de debut com a director, la pel·lícula és protagonitzada per Maisie Williams, Sylvester McCoy, Rita Tushingham, Jake Curran, Ian Kenny i Andrew Ellis. La pel·lícula està ambientada a la dècada de 1990 i tracta d'una parella de jubilats a l'Anglaterra rural la casa de la qual està assetjada per quatre joves criminals.
Una coproducció internacional dels Estats Units, el Regne Unit i França, The Owners es va estrenar als EUA el 4 de setembre de 2020 per RLJE Films.

## Argument
Gaz, Nathan i Terry han decidit entrar a la casa del doctor Richard Huggins i la seva dona Ellen, ja que es troba al camp i es diu que té una caixa forta molt gran plena d'efectiu. La xicota de Nathan, la Mary, complica les coses quan arriba per recuperar el seu cotxe per anar a treballar, però, la convencen perquè vingui. Entra a la casa després que els nois no accedeixen a la caixa forta, ja que feia temps que esperava fora.
Un cop dins, li diu a Nathan que està embarassada. Quan els Huggins tornen, els nois lliguen la parella i intenten amenaçar-los perquè obrin la caixa forta. En el procés, Richard reconeix en Nathan i en Terry de quan eren nens, cosa que fa que Nathan es mostri reticent a continuar el robatori. En un intent de prendre el control, Gaz es baralla amb Nathan i l'apunyala. Aleshores lliga l'Ellen i intenta fer-la mal amb una serra circular després que en Richard menteixi sobre la combinació a la caixa forta dues vegades, només perquè Mary el mata amb un martell. Quan ella i Terry es converteixen en parella, l'Ellen sembla reconèixer a Mary.
Richard enganya a Mary oferint-se a operar Nathan i fingint que demana una ambulància mentre Ellen s'ofereix per curar el peu ferit de Terry. Quan la Mary veu l'Ellen mimar en Terry i després besar-li les natges nues després d'administrar-li una injecció, s'adona que els han enganyat. Després de ser drogat en secret per l'Ellen, Terry al·lucina la germana bessona de Mary, Jane, que va desaparèixer fa uns mesos i se suposa que va fugir. Richard intenta convèncer a Mary i Terry perquè beguin te amb ells, durant el qual discuteixen la prematura mort de la filla de la parella, Kate, anys abans, així com les misterioses desaparicions de nombroses adolescents de la zona. Ara, conscient del perill que suposa la parella, Mary intenta escapar sense èxit. Ella i un Terry paralitzat arriben al garatge i ella intenta fugir amb una furgoneta dels Huggins, només perquè Terry li dispara a l'esquena mentre posa la furgoneta en marxa.
Mentre sagna, Richard es burla de Mary sobre la seva mort imminent, tot i reconèixer que ella i la seva dona van salvar de Gaz. També li diu que ell i la seva dona han segrestat i empresonat diverses noies a la seva caixa forta, que en realitat és una volta on les vestirien de nenes i les cridarien "Kate". S'insinua que les noies que no encaixaven van ser assassinades i eliminades. Tanmateix, la noia més recent que van segrestar sí que encaixava amb el paper. I quan en Richard obre la volta es revela que la germana de Mary, la Jane, és a dins. Mary finalment sucumbeix a la pèrdua de sang, i l'últim que veu és la seva germana perduda des de fa temps encadenada. Com a recompensa per ajudar-los, els Huggins empresonen Terry a la volta amb la Jane.
La pel·lícula acaba amb la mare de Terry parlant de la desaparició del seu fill amb els Huggins, sense saber la implicació de la parella i la presència del cadàver acabat de enterrar de Mary al jardí, presumiblement al costat de Gaz i Nathan.

## Repartiment
- Maisie Williams com a Mary / Jane Vorrel
- Sylvester McCoy com el Dr. Richard Huggins
- Rita Tushingham com a Ellen Huggins
- Jake Curran com a Gaz
- Ian Kenny com a Nathan
- Andrew Ellis com a Terry
- Stacha Hicks com a Jean

## Producció
El febrer de 2019, es va anunciar que Maisie Williams havia estat elegida per a la pel·lícula. Al maig de 2019, Jake Curran, Ian Kenny, Andrew Ellis, Sylvester McCoy, Rita Tushingham i Stacha Hicks es van unir al repartiment.
El maig de 2019, va començar la fotografia principal i el rodatge va tenir lloc en una mansió aïllada victoriana a Kent, prop de Londres.
El director i coguionista Julius Berg, parlant dels temes de la pel·lícula, va afirmar que "en certa manera, és una pel·lícula una mica anticapitalista. Quan ets pobre, tens menys possibilitats de sobreviure".

## Estrena
L'abril de 2020, RLJE Films va adquirir els drets de distribució de la pel·lícula. Va ser llançada als Estats Units el 4 de setembre de 2020.

## Recepció

### Resposta crítica
Al lloc web de l'agregador de ressenyes Rotten Tomatoes, la pel·lícula té una puntuació d'aprovació del 63 % basada en 49 ressenyes, amb una valoració mitjana de 5.8/10. El consens dels crítics del lloc web diu: "The Owners es mostrarà excessivament mesquina i exagerada per a alguns, però hauria de ser prou carnosa per als entusiastes del gènere preparats per a alguns thrillers d'invasió a casa." Metacritic informa d'una puntuació de 53 sobre 100 basada en quatre ressenyes crítiques, que indica "ressenyes mixtes o mitjanes".